# Погодін Радій Петрович
Радій Петрович Погодін (1925—1993) — радянський російський письменник, сценарист. Лауреат Державної премії РРФСР імені Н. К. Крупської (1985), нагороджений Почесним дипломом Міжнародної премії імені Г. К. Андерсена (1982).

## Біографія
Народився 16 серпня 1925 р. у с. Дуплево Калінінської області (нині — Бологовський район, Тверська область Росії).
Учасник Великої Вітчизняної війни.
Репресований (1947—1950). Був позбавлений бойових нагород. Реабілітований. 1976 повернуто всі бойові нагороди, відібрані при арешті.
Друкувався з 1957 р. Писав загалом для дитячої і юнацької аудиторії.
Багато і плдіно співпрацював з режисером Одеської кіностудії Радомиром Василевським.
Був членом Спілки письменників Росії.
Помер 30 березня 1993 року. Похований в Санкт-Петербурзі на Волковському кладовищі.

## Нагороди
- Орден Слави 2 і 3 ступенів
- 2 ордени Червоної Зірки
- Бойові медалі
- Орден «Знак Пошани»
- Орден Дружби народів
- Орден Вітчизняної війни II ступеня

## Фільмографія
Сценарист:
- «Хлопці з Канонерського» (1960)
- «Павлуха» (1962)
- «Полустанок» (1963)
- «Жартуєте?» (1971, у співавт.)

Автор сценаріїв українських фільмів (Одеська кіностудія):
- «Дубравка» (1967)
- «Крок з даху» (1970)
- «Валерка, Ремка + ...» (1970)
- «Увімкніть північне сяйво» (1972)
- «Квіти для Олі» (1976)
- «Розповіді про Кешку та його друзів» (1973—1974, т/ф, 3 а)
- «Очікування» (1981)
- «Що у Сеньки було» (1984, Премія ЮНІСЕФ на Всесвітньому кінофестивалі в Західному Берліні)
- «Рок-н-рол для принцес» (1990, відео)
- «Тринь-бринь» (1994).